# 异毛肖叶甲属
异毛肖叶甲属（学名：Heterotrichus）为金花虫科的一个属。

## 下属物种
本属包括以下物种：
- 蓝黑异毛肖叶甲 Heterotrichus balyi Chapuis,1874